# 三宅村立三宅小学校
三宅村立三宅小学校（みやけそんりつ みやけしょうがっこう）は、東京都三宅村（三宅島）にある公立小学校。

## 沿革
- 1971年（昭和46年）9月1日 - 神着・伊豆・伊ヶ谷の3小学校を統合し、三宅小学校として開校[2]。
- 1972年（昭和47年）
  - 3月 - 統合校舎を落成。スクールバスの運行開始[3]。
  - 9月 - プールを落成。
- 1973年（昭和48年）2月 - 体育館を落成[3]。
- 1980年（昭和55年）3月 - 特別教室を増築[3]。
- 1987年（昭和62年） - 校舎大規模改修を実施[4]。
- 1992年（平成4年）3月 - 体育館を改築[3][4]。
- 2000年（平成12年）
  - 8月 - 雄山噴火による全島避難により、島内3小学校（三宅小・阿古小・坪田小）児童も全員島外避難する[5]。
  - 9月 - 都立秋川高校（あきる野市）にて、3校合同体制の三宅村立小学校として第2学期がスタート。この時点の在籍児童は138名[5]。
- 2005年（平成17年）4月 - 避難命令解除による島民帰島により、3校（三宅小・阿古小・坪田小）合同体制の「三宅村立小学校」として、島内にて学校が再開[5]。
- 2007年（平成19年）4月 - 阿古小学校と坪田小学校を統合[3]。
- 2013年（平成25年） - 校舎耐震補強を実施[4]。
- 2018年（平成30年） - 校舎大規模改修を実施[4]。
- 2021年（令和3年） - 校舎大規模改修を実施[4]。

## 学区
- 三宅村全域

## 進学先の中学校
- 三宅村立三宅中学校

## 周辺
- 三宅村立三宅中学校 - 敷地が隣接、かつ進学先中学校。
- 東京都道212号三宅循環線
- 東京都島しょ保健所三宅出張所
- 三宅村活動火山対策避難施設
- 三宅島ヘリポート
- 太平洋

## アクセス
- 三宅村営バス「左回り」便・「右回り」便共、「三宅小中学校前」停留所より、小中学校正門まで、
  - 大久保浜経由前便のりばから、徒歩約30m・約1分。
  - 大久保浜経由後便のりばから、徒歩約100m・約1分。
    - なお、大久保浜経由後便停留所から学校正門まで直線距離は約25mほどと近いが、停留所前に横断歩道が設置されておらず、南側にある都道212号線T字路交差点まで廻る必要があるため、約4倍の距離と遠廻りとなる。

  - ただし、学校正門から、校舎までは、約100mほど離れている。
- 三宅村役場から、
  - 車で約7.3km・約14分。
  - 村役場から「阿古」停留所まで徒歩移動し、上述の三宅村営バス「右回り便」に乗車し29分、「三宅小中学校前」停留所下車。
- 三宅島空港から、
  - 車で約10.8km・約21分。
  - 上述の三宅村営バス（「空港前」停留所）で、「三宅小中学校前」停留所下車。
    - 左回り便で所要時間24分。
    - 右回り便で所要時間53分。